# Proctolabus
Proctolabus is een geslacht van rechtvleugeligen uit de familie veldsprinkhanen (Acrididae). De wetenschappelijke naam van dit geslacht is voor het eerst geldig gepubliceerd in 1859 door Saussure.

## Soorten
Het geslacht Proctolabus omvat de volgende soorten:
- Proctolabus brachypterus Bruner, 1908
- Proctolabus cerciatus Hebard, 1925
- Proctolabus chiapensis Descamps, 1976
- Proctolabus diferens Márquez Mayaudón, 1962
- Proctolabus edentatus Descamps, 1976
- Proctolabus gracilis Bruner, 1908
- Proctolabus mexicanus Saussure, 1859
- Proctolabus oaxacae Descamps, 1976